# Chenopodium diversifolium
Chenopodium diversifolium là loài thực vật có hoa thuộc họ Dền. Loài này được (Aellen) F.Dvorák mô tả khoa học đầu tiên năm 1986.